# 안국현
안국현(安國鉉, 1992년 7월 23일 ~ )은 대한민국의 바둑 기사이다.

## 약력
2009년 입단하였고, 2013년 4단을 거쳐 2014년 6월에 5단으로 승단하였다. 2010년 제38기 하이원리조트배 명인전 본선에 진출하였고, 2011년 제13회 농심신라면배 한국대표로 참가하여 2연승을 차지했다. 2012년 제4회 BC카드배, 2012 삼성화재배, 제1회 백령배, 제17기 GS칼텍스, 2012 olleh배, 제18기 천원전 본선에 각각 진출하였다. 2014년 제19회 LG배 본선과 제2회 백령배 본선에 올랐다. 2016년 5월, 제1회 신아오배 예선에 오르면서 6단으로 승단했다. 2017년 제22기 GS칼텍스배에서 우승하면서 8단으로 특별승단했다. 2018년, 2017 삼성화재배 월드바둑마스터스에서 준우승을 차지했고 9단으로 특별승단했다.